# Marcus Tillius Rufus
Marcus Tillius Rufus (vollständige Namensform Marcus Tillius Marci filius Teretina Rufus) war ein im 2. und 3. Jahrhundert n. Chr. lebender Angehöriger der römischen Armee, der in den römischen Ritterstand (siehe Eques) aufstieg. Durch eine Inschrift, die in Atina gefunden wurde und die auf 208 datiert ist, ist seine militärische Laufbahn bekannt.

## Leben und Laufbahn
Rufus trat in den frühen 160er Jahren als einfacher Soldat in die Prätorianergarde in Rom ein. Nachdem er seine reguläre Dienstzeit von 16 Jahren beendet hatte, verblieb er während der gemeinsamen Regierungszeit von Mark Aurel und Commodus (176–180) weiter als Evocatus Augusti in der Armee (evocato Auggustorum divorum Marci Antonini et Commodi).
Zu einem unbestimmten Zeitpunkt wurde er zum Centurio befördert und diente in den folgenden Einheiten (in dieser Reihenfolge) in Rom: in der Cohors I vigilum, in der Cohors XII urbana und in der Cohors IIII praetoria pia vindex. Aus der Inschrift geht außerdem hervor, dass er die Position eines Princeps castrorum und den Status eines Trecenarius erreichte.
Während der gemeinsamen Regierungszeit von Septimius Severus und Caracalla (198–211) wurden Rufus militärische Auszeichnungen verliehen (donis donato ab Impperatoribus Severo et Antonino Auggustis); er erhielt eine Hasta pura sowie eine Corona aurea. Darüber hinaus wurde er von den beiden Kaisern in den römischen Ritterstand aufgenommen (equo publico exornato). Als letzte Position der Laufbahn ist in der Inschrift sein Dienst als Centurio in der Legio XX Valeria Victrix angegeben, die ihr Hauptlager in Deva Victrix in der Provinz Britannia hatte.
Durch eine zweite, unvollständig erhaltene Inschrift, die in Mogontiacum gefunden wurde und die auf 213 datiert ist, wird angenommen, dass Rufus danach noch zum Primus Pilus in der Legio XXII Primigenia pia fidelis Antoniniana befördert wurde, die ihr Hauptlager in Mogontiacum in der Provinz Germania superior hatte.
Rufus war in der Tribus Teretina eingeschrieben und stammte aus Atina. In seiner Heimatstadt war er Patron (patrono municipii). Die Inschrift aus Atina ist auf den 23. Mai des Jahres 208 datiert (X Kalendas Iunias Imperatore Antonino III consule). Rufus selbst veranlasste die Errichtung dieser Inschrift (dedicavit ipse) und ließ die Ausführung durch seinen Freigelassen erledigen; der Platz für die Aufstellung der Inschrift wurde auf Weisung des Stadtrats zugewiesen (locus datus decreto decurionum). Rufus gab zu diesem Anlass jedem Mitglied des Stadtrats (Decurio) 12 und jedem Bürger der Stadt 6 Sesterzen als Geschenk (dedit sportulas).

## Datierung
Stephen James Malone datiert die einzelnen Stationen der Laufbahn von Rufus wie folgt: Eintritt in die Prätorianergarde zwischen 160 und 164, Evocatus Augusti zwischen 176 und 180, Centurio in der Cohors I vigilum und in der Cohors XII urbana in den 180er Jahren, Centurio in der Cohors IIII praetoria 197, Centurio in der Legio XX Valeria Victrix 208 und Primus Pilus in der Legio XXII Primigenia 213.
Rufus diente 16 Jahre in der Prätorianergarde sowie mindestens 28 Jahre als Evocatus und als Centurio; seine gesamte Dienstzeit in der Armee betrug daher mindestens 44 (möglicherweise sogar 53) Jahre.